# Luemschwiller
Luemschwiller (Lümschweiler in tedesco) è un comune francese di 760 abitanti situato nel dipartimento dell'Alto Reno nella regione del Grand Est.

## Società

### Evoluzione demografica
Abitanti censiti